# Proyecto de parque nacional Los Venados
Este artículo trata del parque nacional en Argentina. No confundirse con Parque de los Venados.
El Proyecto de Parque Nacional Los Venados se propone conservar tanto a la especie que le da nombre como al último remanente de pastizales sin arar de las pampas secas.
La Administración de Parques Nacionales tiene programado en un futuro incorporar al sistema de áreas protegidas al parque nacional Venado de las Pampas. Este proyecto busca conservar en esta área a la especie que le da nombre y al último remanente de pastizales sin arar de las pampas secas, en el centro-sur de la provincia de San Luis, su área abarcaría las zonas de estepa, caldenales, fachinales y pastizales de la llanura de pampa seca ubicada aproximadamente entre: las pequeñas localidades de Cazador, Alto Pelado, Travesía y Caldenadas por el norte, la ruta provincial 27 por el este, las pequeñas localidades de Las Gamas y Centenario por el sur y aproximadamente la ruta  provincial 3 por el oeste.
La raza austral del venado de las pampas (Ozotoceros bezoarticus celer) es una subespecie en extrema amenaza de extinción, declarada como Monumento Natural de la provincia de Buenos Aires y San Luis. Se encuentra expuesto a las enfermedades transmitidas por el ganado, la caza furtiva, el ataque de perros y la destrucción de su hábitat. En la actualidad existen aproximadamente 1000 ejemplares a nivel mundial, ya que sólo se distribuye en territorio argentino.
Esta especie existía en gran cantidad en los pastizales de la pampa. Hoy apenas puede verse individuos aislados o en grupos de no más de cuatro individuos, y en escasos lugares. Habita los espacios abiertos y solo utiliza los bosquecillos para buscar sombra. El macho posee cornamenta, y en sus patas tiene unas glándulas que producen una secreción con un fuerte aroma, más perceptible durante en verano -época de celo-, pudiendo percibirse desde hasta un kilómetro de distancia. Las crías nacen en invierno. Durante los tres primeros meses de vida conservan un pelaje con manchas que permite que puedan esconderse entre los pastos.

## Historia
En el año 1997, a partir del Refugio de Vida Silvestre San Martín del Alto Negro como núcleo se declaró por parte del gobierno nacional la creación del parque nacional los Venados pero a poco de las declaraciones ya unas diezmil hectáreas de pastizal pampeano en la zona habían sido desmontadas y destruidas para cultivar la artificial soja transgénica o para extender la ganadería, aun así se mantenían vírgenes en el proyecto de este parque nacional unas treinta mil hectáreas a las que se encontraban anexadas otras treinta mil hectáreas de Reserva Natural Nacional y por parte de la Provincia de San Luis la promesa de salvaguardar otro anexo de setenta mil hectáreas.
A fines del año 2000 e inicios de 2001 casi oficialmente de parte de la presidencia de la nación se dio por concretada la creación de este valioso parque que había sido promovido por, el INTA y, entre otras, ONG la Fundación Vida Silvestre Argentina, pero tras la crisis económica que azotó a la Argentina en el 2001 y la consecuente inestabilidad político-económica el parque nacional vio sus terrenos reprivatizados.